# ناگچو
ناگچو (به تبتی: ནག་ཆུ་གྲོང་ཁྱེར།، نویسه‌گردانی «ویلی»: nag chu grong khyer، به پین‌یین تبتی: Nagqu Chongkyir) و یا ناچو (به چینی: 那曲市، به پین‌یین: Nàqū Shì) یک شهر در سطح ولایت در چین است که در منطقه خودمختار تبت واقع شده‌است. ناگچو ۴۵۰٬۵۳۷ کیلومتر مربع مساحت و ۴۶۲٬۳۸۱ نفر جمعیت دارد.